# 二十一流
二十一流（にじゅういちりゅう）または源氏二十一流（げんじにじゅういちりゅう）は、賜姓源氏の21の系統。

## 源氏二十一流の一覧
- 嵯峨源氏 - 武家として繁栄した。この中から華族に列した家もある。
- 仁明源氏 -
- 文徳源氏 - 源能有、源本有、源定有、源行有、源載有の流れ。特に源能有の系統が4代ほど朝廷社会にいたが、子孫は残らなかった。また地方に下向して武家として残ったともある。
- 清和源氏 - 源経基の子孫が武家として繁栄、そのうち竹内家（半家・子爵）のみ公家華族。なお、経基の出自については諸説あり。
- 陽成源氏 - 上述の源経基が陽成源氏であるとする説がある。
- 光孝源氏 - 康尚の子孫が仏師の家系として明治に至る。
- 宇多源氏 - 庭田家（羽林家）・綾小路家（羽林家）・五辻家（半家）・大原家（羽林家）・慈光寺家（半家）が公家華族として繁栄したほか、武家も多数出ている。
- 醍醐源氏 - 数代ほど朝廷社会で活動した者がいたものの、その後は地下家として残った家と地方に下り武家になった家とわかれている。
- 村上源氏 - 公家華族として繁栄。わずかながら地下家や武家として存続した家もある。
- 冷泉源氏 - 花山天皇の子清仁親王が冷泉天皇の養子となり、その男子延信王が賜姓されて成立したが、その子康資王は王氏に復し、花山天皇の裔としての扱いを受けた。尊卑分脈には冷泉源氏の人物は記載されていない。
- 花山源氏 - 公家の白川伯王家として存続、江戸時代に分家の品川氏が武家として加賀藩に仕える。白川伯王家は明治に華族となったが1961年（昭和36年）に最後の当主が後継を残さぬまま逝去し、男子の後継者を欠き、絶家。
- 三条源氏 - 正親正を世襲した系統がある。
- 後三条源氏 - 輔仁親王（後三条天皇の第3皇子）の第2皇子・有仁王の1代のみ。武家の中には有仁王の子孫を称する家がある。
- 後白河源氏 - 後白河天皇の第2皇子・以仁王（高倉宮、源以光）の1代のみ。
- 順徳源氏 -
- 後嵯峨源氏 - 源惟康（惟康親王）の1代のみ。
- 後深草源氏 -
- 亀山源氏 -
- 後二条源氏 -
- 後醍醐源氏 - 大橋氏が武家として、氷室氏が社家として存続している。また懐良親王の後裔と名乗る九州の後醍院氏が系を伝える。
- 正親町源氏 - 公家華族。江戸時代に広幡家（清華家・侯爵）のみ創設。

## 源氏二十一流に含まれない源氏
- 淳和源氏 - 『日本大百科全書 8』の「源氏」の項目に「814（弘仁5）嵯峨天皇が皇子に源姓を与えて臣籍に降下させたことに始まる。これが嵯峨源氏で、以後、淳和、仁明、文徳、清和、陽成、宇多、醍醐、村上、花山などの諸源氏が生まれた」との記述がある[1]。但し淳和天皇の皇子には賜姓の記録がなく、猶子の定（嵯峨天皇の皇子）は源姓を賜姓されている（源定）が、これは嵯峨源氏東三条流（東三条左大臣源常流）とされる[2]ため、淳和源氏の存在については肯定・否定の両説がある。